# راهی برای فرار نیست (فیلم ۲۰۱۵)
راهی برای فرار نیست (چینی: 封门诡影) یک فیلم سینمایی چینی در ژانر اکشن و تعلیق محصول سال ۲۰۱۵ میلادی به کارگردانی وانگ منگیوآن است. این فیلم در تاریخ ۱۳ مارس ۲۰۱۵ منتشر شد.

## گیشه
این فیلم تا تاریخ ۱۳ آوریل ۲۵٫۶۱ میلیون رنمینبی رنمینبی در گیشه چینی کسب کرده بود.